# احمد غلام علی چهاگله
احمد غلام علی چهاگله (۳۱ مهٔ ۱۹۰۲ (کراچی، هند بریتانیا) – ۵ فوریهٔ ۱۹۵۳ (کراچی، پاکستان)) آهنگساز، موسیقی‌دان، نویسنده اهل پاکستان بود. او به خاطر نوشتن موسیقی سرود ملی پاکستان در سال ۱۹۵۰ شناخته شده‌است.